# Louis-Antoine Dufilhol
Louis-Antoine Dufilhol, né à Lorient en 1791 et mort en 1864 à Rennes, est un haut fonctionnaire français de l'Enseignement.

## Carrière dans l'enseignement
Élève à l'école normale le 23 septembre 1809, bachelier es sciences et licencié es lettres, il passe le concours de l’École polytechnique et y est reçu troisième le 28 septembre 1809. Il n'y rentre pas pour éviter des frais importants. Maître d'étude au collège royal de Pontivy le 1er octobre 1809 puis de Rouen le 8 septembre 1810, il est chargé d’enseignement le 4 octobre 1811 puis professeur de mathématiques du 7 octobre 1813 au 7 octobre 1817.
Docteur en médecine en 1820 de la faculté de Paris, il est nommé principal du collège de Lorient lors de la création de celui-ci en 1822. Il est par la suite nommé comme proviseur du collège royal de Nantes le 8 septembre 1827, puis du collège royal de Rennes le 24 février 1831.
Inspecteur de l'académie d'Aix chargé des fonctions rectorales en Corse le 3 mars 1834, il est nommé au poste de recteur de l'académie de Rennes en 1839.

## Recteur de l'académie de Rennes
L'Église contrait le développement de l'Université à Rennes, et Dufilhol tente de s'y opposer. À partir des années 1840 et de l'arrivée à Rennes comme évêque de Godefroy Brossay-Saint-Marc, elle applique une double stratégie pour contrarier le développement des facultés, en ouvrant des établissements d'enseignement face à l'Université, et en agissant au sein du corps enseignant pour favoriser les personnes favorables à l'influence de l'Église dans celle-ci.
Le recteur Dufilhol se plaint à plusieurs reprises à l'époque de l'espionnage qu'effectue à Rennes l'évêque légitimisme via le proviseur du Collège Royal, et via Varrin, le doyen de la faculté des lettres. Saint-Marc tente une première fois sans succès, et avec le relais de certains titres de presse locale, de placer en 1842 un professeur favorable aux doctrines de l'Église en remplacement du professeur Zévort. Il parvient cependant à faire nommer en 1844 le professeur Martin comme Doyen de la faculté des lettres à la suite de Varrin. Le recteur Dufilhol est lui remplacé en 1847 à la suite d'interventions répétées de l'Église auprès du ministre et maître de l'Université De Salvandy. Recteur de l'académie de Montpellier le 1er février 1848, il est admis à faire valoir ses droits à la retraite le 28 février 1849 et nommé recteur honoraire.
Les établissements d'enseignement catholiques mettent aussi en place des « cercles des études » qui agissent comme des classes préparatoires, et qui entrent en concurrence avec les enseignements dispensées par des professeurs des facultés au Collège Royal. À ceci s'ajoute la mise en place de pensions dont les prix élevés sont fixés pour attirer les enfants de familles influentes.

## Œuvres sur la culture bretonne
Il travaille par ailleurs comme folkloriste et publie des études sur la Bretagne (publiées dans la Revue de Bretagne de 1833 et rééditées dans Le Conteur breton en 1866), et Guionvarc'h, Études bretonnes (1835), ouvrage réédité par la Société des Bibliophiles bretons en 1890.
- Études sur la Bretagne (1833) [lire en ligne] sur Gallica.
- Guionvac'h : chronique bretonne (1890) [lire en ligne] sur Gallica.